# (1119) Euboea
(1119) Euboea ist ein Asteroid des Hauptgürtels, der am 27. Oktober 1927 vom deutschen Astronomen Karl Wilhelm Reinmuth in Heidelberg entdeckt wurde.
Benannt ist der Asteroid nach der griechischen Insel Euböa.